# Thế Anh
Thế Anh (3 tháng 4 năm 1938 – 29 tháng 9 năm 2019) tên đầy đủ là Nguyễn Thế Anh là diễn viên Việt Nam. Ông thành công ở cả hai lĩnh vực điện ảnh và kịch nói, và được biết tới với hai vai diễn: Trung úy Phương trong Nổi gió và Ba Duy trong Mối tình đầu. Ông được trao tặng danh hiệu Nghệ sĩ nhân dân (2001).

## Tiểu sử và sự nghiệp
Ông sinh ngày 3 tháng 4 năm 1938 tại xã Xuân Phương, huyện Từ Liêm (nay là phường Xuân Phương), thành phố Hà Nội. Ông là con thứ 3 trong một gia đình khá giả, mẹ là một tiểu thương, cha ông là người học hành đỗ đạt xuất sắc. Năm ông 3 tuổi, cha ông đỗ học bổng sang Pháp học bác sĩ. Mẹ ông phải một mình nuôi dạy hai anh em ông (người anh trai thứ hai qua đời sớm). Sau này, qua ông Xuân Thủy ông đã liên lạc được với người cha của mình. Tuy nhiên cho đến khi cha ông mất, hai cha con vẫn không gặp mặt nhau.
Lớn lên, Thế Anh lần lượt học các trường Lycée Albert Sarraut, trường Tư thục Khai Thành, Minh Tân, Hoàng Hữu Nam. Sau khi tốt nghiệp cấp ba, ông công tác tại Trường Trung Cao cấp quân sự trong 2 năm. Năm 1961, ông trúng tuyển vào Khoa Toán Trường Đại học Sư phạm Hà Nội. Mới nhập học được 4 tháng, ông ghi tên và trúng tuyển lớp diễn viên của Trường Nghệ thuật Sân khấu. Ông học cùng khóa với Ngọc Hiền, Trần Tiến, Cao Khương, Đoàn Dũng, Trọng Khôi, Thanh Tú, Mỹ Dung... Tốt nghiệp loại ưu khóa diễn viên sân khấu chính quy đầu tiên năm 1964 với vai nhân vật sĩ quan Mỹ bị vây trong lô cốt ở vở kịch Đêm đen (trong bộ ba vở kịch ngắn Nửa đất nước trong đêm của tác giả Ngô Y Linh), Thế Anh về công tác tại Đoàn Kịch nói Trung ương.
Năm 1964, khi nhà quay phim Nguyễn Đăng Bảy và đạo diễn Huy Thành đang tìm kiếm diễn viên mới đóng vai Trung uý Phương trong bộ phim nhựa Nổi gió (dựa theo kịch bản cùng tên của Đào Hồng Cẩm), Thế Anh là người thứ 13 thử vai và đã được lựa chọn. Ngay trong vai diễn đầu tiên này, ông đã ghi dấu ấn trong sự nghiệp diễn xuất khi khắc họa thành công vai viên trung uý trẻ trong quân lực Việt Nam Cộng hòa.

Thế Anh và Trà Giang trong phim Mối tình đầu

Từ Trung uý Phương, Thế Anh nhanh chóng nổi tiếng và đóng hàng loạt vai diễn trong các bộ phim, vở kịch sau đó. Ở sân khấu, ông đã để lại ấn tượng với những vai diễn như: tên gián điệp Đức lịch lãm Stavinsky trong Nila - Cô bé đánh trống trận, bác sĩ Hải trong Đôi mắt, chàng thủy thủ Rubakov trong Chuông đồng hồ điện Kremlin, cố vấn Mỹ trong Anh Trỗi, sĩ quan tình báo trong Hoa anh túc và những vai khác trong Âm mưu và tình yêu, Khúc thứ ba bi tráng, Vụ án Eroxtrat, Đại đội trưởng của tôi, Othello, Bài ca Điện Biên, Người cha thô bạo, Hòn đảo thần Vệ Nữ... Nhờ nét phong lưu và chiều sâu trong diễn xuất, ông hóa thân thành nhiều loại nhân vật cả phản diện lẫn chính diện, từ sĩ quan Việt Nam Cộng hòa cho đến bộ đội Quân đội Nhân dân Việt Nam, các vai bác sĩ, kĩ sư, thầy giáo, thủy thủ...
Ở lĩnh vực điện ảnh, ông cũng tiếp tục nổi tiếng với Ba Duy trong Mối tình đầu, Dư trong Đường về quê mẹ, tiểu đoàn trưởng pháo binh trong Em bé Hà Nội, Không nơi ẩn nấp, Ngày lễ Thánh, Lưu lạc và trở về Sam Sao, Tự thú trước bình minh, Hồi chuông màu da cam, Vụ án Hồ Con Rùa, Người trong cuộc, Vĩnh biệt chân trời cũ, Gánh xiếc rong, Đêm hội Long Trì, Kiếp phù du... trong đó nổi tiếng nhất là vai Ba Duy trong Mối tình đầu (đạo diễn Hải Ninh, kịch bản Hoàng Tích Chỉ). Khi đóng vai này vào năm 1977, ông đã gần 40 tuổi, nhưng lại vào vai chàng sinh viên mới 20 tuổi yếu đuối, nghiện ngập. Bộ phim này đã giành được sự đón nhận của khán giả, đặc biệt ở Hà Nội, và mang lại cho Thế Anh giải Nam diễn viên xuất sắc nhất trong Liên hoan phim Việt Nam lần thứ V năm 1980. Tổng cộng ông đã đóng hơn 60 bộ phim nhựa và phim truyền hình của cả miền Bắc lẫn miền Nam (sau 1975), đưa ông trở thành một trong những diễn viên kì cựu của điện ảnh Việt Nam.

Thế Anh và Thanh Tú trong phim Tiền tuyến gọi

Sau năm 1975, ông về lập nghiệp tại Thành phố Hồ Chí Minh. Trong suốt thập niên 1980–1990, Thế Anh vẫn tiếp tục công việc diễn xuất. Thập niên 2000, ông tiếp tục tham gia một số bộ phim truyền hình như Giao thời, Dốc tình, Hoa dã quỳ, Xin lỗi tình yêu, Tiếng cuốc đêm khuya... và một số bộ phim nhựa như vai sĩ quan Pháp Poncho trong Người học trò đất Gia Định xưa (đạo diễn Huy Thành). Ông còn trở lại sân khấu kịch với vai phản diện Trần Luận trong Người thi hành án tử (đạo diễn Khánh Hoàng).
Vợ ông là Thu Hằng, cũng là một diễn viên. Ông đã đặt tên cho hai người con trai là Thế Phương và Thế Duy để kỉ niệm hai vai diễn thành công nhất của mình.
Ông qua đời ngày 29 tháng 9 năm 2019 tại Bệnh viện Thống Nhất, Thành phố Hồ Chí Minh vì nhồi máu cơ tim, thọ 81 tuổi.

## Các phim đã tham gia

### Điện ảnh
| Năm  | Phim                             | Vai diễn            | Đạo diễn                                | Nguồn |
| ---- | -------------------------------- | ------------------- | --------------------------------------- | ----- |
| 1966 | Nổi gió                          | Phương              | NSND Huy Thành, Lê Bá Huyền             |       |
| 1969 | Tiền tuyến gọi                   | Lê Huy              | NSND Phạm Kỳ Nam                        |       |
| 1970 | Chị Nhung                        | Nhà văn             | NSND Đặng Nhật Minh, Nguyễn Đức Hinh    |       |
| 1971 | Không nơi ẩn nấp                 | Luyến               | NSND Phạm Kỳ Nam                        |       |
| 1971 | Đường về quê mẹ                  | Dư                  | NSND Bùi Đình Hạc                       |       |
| 1974 | Em bé Hà Nội                     | Chú sĩ quan tên lửa | NSND Hải Ninh                           |       |
| 1974 | Dòng sông âm vang                | Thanh               | Nguyễn Đỗ Ngọc                          |       |
| 1976 | Ngày lễ Thánh                    | Đức cha             | NSND Bạch Diệp                          |       |
| 1977 | Mối tình đầu                     | Ba Duy              | NSND Hải Ninh                           |       |
| 1979 | Tự thú trước bình minh           | Vĩnh Quán           | NSND Phạm Kỳ Nam                        |       |
| 1980 | Nơi gặp gỡ của tình yêu          | Đỗ Long             | Long Vân                                |       |
| 1983 | Hồi chuông màu da cam            | Phan Nam            | NSƯT Nguyễn Ngọc Trung                  |       |
| 1985 | Trở về Sam Sao                   | Giàng Giao          | NSƯT Nguyễn Xuân Chân, Nguyễn Dân Thanh |       |
| 1985 | Vụ án Hồ Con Rùa                 |                     | NSND Trần Phương                        |       |
| 1986 | Đứa con và người lính            | Thiếu tá Phùng      | Châu Huế                                |       |
| 1987 | Ngoại ô                          | Cỗn                 | NSƯT Lê Văn Duy                         |       |
| 1988 | Gánh xiếc rong                   | Ông chủ             | Nguyễn Việt Linh                        |       |
| 1988 | Người trong cuộc                 |                     | Chính ông                               |       |
| 1989 | Đêm hội Long Trì                 | Trịnh Sâm           | NSND Hải Ninh                           |       |
| 1990 | Kiếp phù du                      | Trịnh Sâm           | NSND Hải Ninh                           |       |
| 1990 | Hẹn gặp lại Sài Gòn              | Trần Quang Nghiêm   | Long Vân                                |       |
| 1990 | Chiến trường chia nửa vầng trăng | Đại tá Võ           | NSND Nguyễn Hồng Sến                    |       |
| 1991 | Bí mật thành phố cấm             | Lê Hoàng            | Phan Vũ, Quốc Long                      |       |
| 1992 | Điện Biên Phủ                    | Ông Cọp             | Pierre Schoendoerffer                   |       |
| 1993 | Nước mắt học trò                 |                     | Lý Sơn                                  |       |
| 2002 | Người học trò đất Gia Định xưa   | Tỉnh trưởng Poncho  | NSND Huy Thành                          |       |
| 2010 | Tây Sơn hào kiệt                 | Nguyễn Hữu Chỉnh    | NSND Lý Huỳnh                           |       |

### Truyền hình (Video)
| Năm  | Phim               | Vai diễn  | Đạo diễn            | Nguồn |
| ---- | ------------------ | --------- | ------------------- | ----- |
| 2000 | Giao thời          |           | Phan Hoàng          |       |
| 2003 | Dốc tình           |           | NSƯT Lưu Trọng Ninh |       |
| 2007 | Tiếng quốc đêm mưa | Thầy Hoài | Triệu Hoàng Quân    |       |
| 2007 | Xin lỗi tình yêu   | Duy Khang | Hồng Ngân           |       |